# 塚本善五郎
塚本 善五郎（つかもと ぜんごろう、明治2年10月16日（1869年11月19日） - 明治37年（1904年）5月15日）は、日本の海軍軍人。海軍大学校を首席卒業し、日露戦争初期に戦死。最終階級は海軍少佐。正六位勲四等功四級。娘の文は芥川龍之介に嫁ぎ、善五郎にとっては孫にあたる芥川比呂志（俳優）、多加志（ビルマで戦死）、也寸志（作曲家）を産んでいる。家紋は「丸に松皮菱」。

## 概要
海軍兵学校17期。席次は入校時53名中6番。卒業時88名中6番。同期生に秋山真之 、森山慶三郎、山路一善らがいる。1892年(明治25年)5月、少尉任官。日清戦争期は「高雄」航海士であった。1897年（明治30年）、甲種作業答案として作成した「遠征艦隊編成法」が成績優秀と認められる。1900年（明治33年）海軍大学校将校科乙種2期を優等卒業。専攻は砲術であった。次いで海大将校科甲種3期に進み首席で卒業した。
谷口尚真、百武三郎が同期である。日露戦争に第一艦隊第一戦隊の先任参謀として出征。同僚の後任参謀は斎藤七五郎であった。1904年5月15日午前9時55分、旅順港外閉鎖に従事中の戦艦「初瀬」が露海軍の敷設した機雷に触雷。午前11時38分、後部砲塔下付近に再び触雷し「初瀬」は沈没。塚本ら496名が戦死した。
遺児・塚本文が海軍機関学校教官・芥川龍之介に嫁いだのは、塚本の死後14年後のことであった。

## 栄典・授章・授賞
位階
- 1892年（明治25年）7月5日 - 正八位[6]
- 1896年（明治29年）7月20日 - 従七位[7]
- 1898年（明治31年）3月8日 - 正七位[8]

勲章等
- 1895年（明治28年）11月18日 - 勲六等単光旭日章[9]・11月18日 - 明治二十七八年従軍記章[10]
- 1900年（明治33年）11月30日 - 勲五等瑞宝章[11]